# احتيال النبيذ

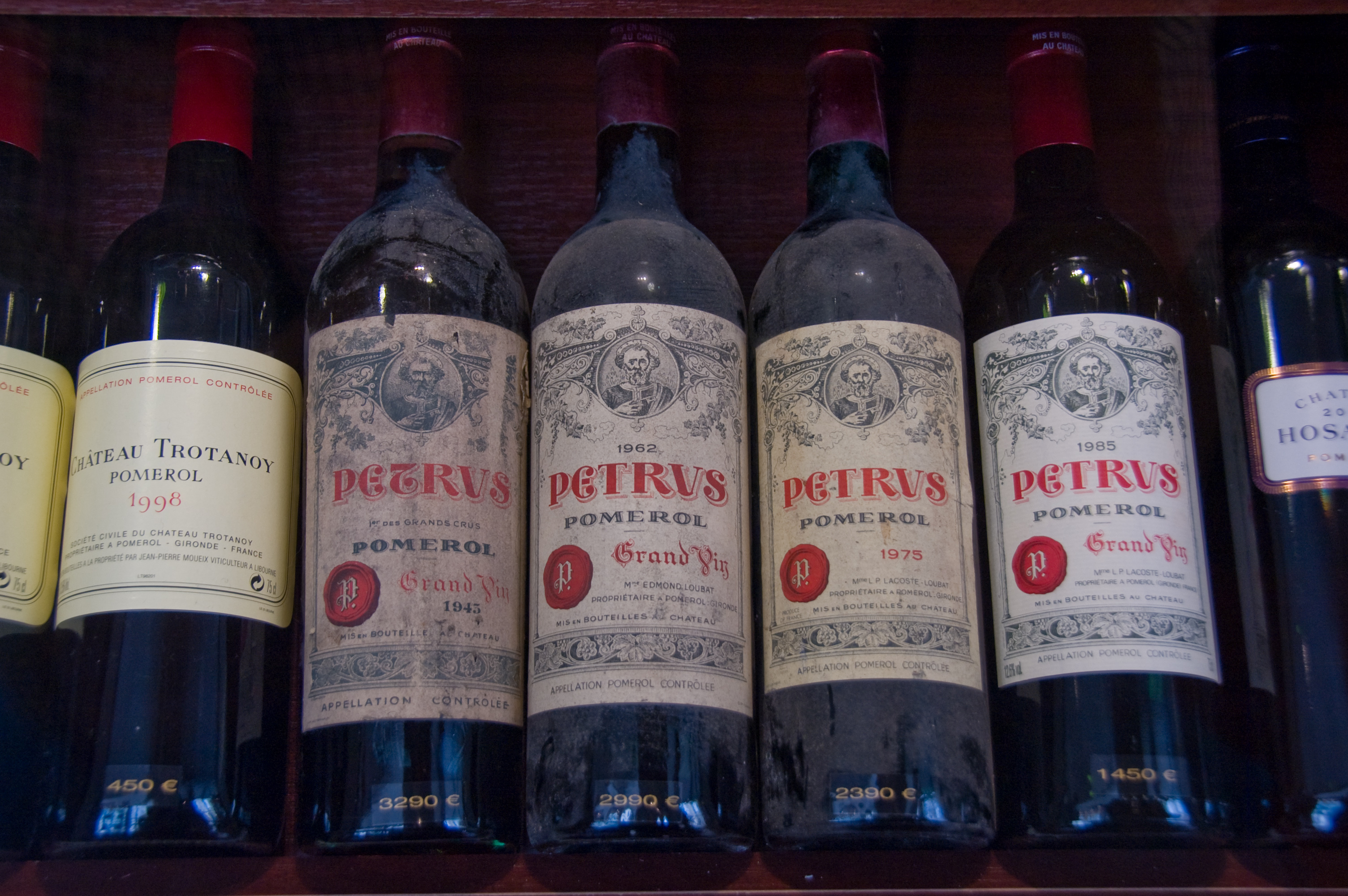
النبيذ باهظ الثمن والذي يتم جمعه بشكل كبير مثل نبيذ بوردو الفرنسي غالبًا ما يكون هدفًا للغش في النبيذ.

احتيال النبيذ يتعلق بالجوانب التجارية للنبيذ. حيث يعد أكثر أنواع الغش انتشارًا هو تزوير النبيذ، ويتم ذلك عادةً عن طريق إضافة منتجات أرخص (مثل العصائر) وأحيانًا مواد كيميائية ضارة ومحليات (لتعويض اللون أو النكهة).
تزوير وإعادة تعبئة النبيذ الرديء والأرخص تحت علامات تجارية أغلى هو نوع آخر شائع من غش النبيذ.
الفئة الثالثة من غش النبيذ تتعلق بصناعة استثمار النبيذ. مثال على ذلك هو عندما يتم عرض النبيذ على المستثمرين بأسعار مبالغ فيها من قبل شركة، ثم تدخل هذه الشركة في تصفية مخطط لها. في بعض الحالات، النبيذ لم يتم شراؤه أبدًا للمستثمر. الخسائر في المملكة المتحدة كانت كبيرة، مما دفع وزارة التجارة والصناعة والشرطة إلى التحرك. في الولايات المتحدة، تم خداع المستثمرين من قبل شركات نبيذ استثمارية احتيالية. تتوفر الآن إرشادات مستقلة للمستثمرين المحتملين في النبيذ.
في إنتاج النبيذ، حيث يتم تعريف النبيذ تقنيًا على أنه عصير عنب مخمر، يمكن استخدام مصطلح "غش النبيذ" لوصف تزوير النبيذ بمواد غير مرتبطة بالعنب. في بيع النبيذ بالتجزئة، حيث يمكن مقارنة النبيذ بأي سلعة أخرى، يمكن استخدام مصطلح "غش النبيذ" لوصف البيع الخادع للنبيذ (سواء كاستثمار أو في تمثيله المضلل بشكل خادع) بشكل عام.
يشير الغش في إنتاج النبيذ إلى استخدام الإضافات من أجل الخداع. قد يشمل ذلك عوامل التلوين مثل عصير البيلسان، والنكهات مثل القرفة في أفضل الأحوال، أو إضافات أقل جودة في أسوأ الأحوال. بعض أنواع النبيذ لها خصائص مرغوبة. على سبيل المثال، بعض أنواع النبيذ لها لون غامق عميق وملاحظات نكهة التوابل بسبب وجود مركبات فينولية مختلفة موجودة في جلد العنب. سيستخدم المحتالون الإضافات لإنشاء هذه الخصائص بشكل مصطنع عندما تكون مفقودة. لقي الغش في بيع النبيذ الكثير من الاهتمام على تزوير العلامات التجارية وسوق استثمار النبيذ. تزوير العلامات التجارية للنبيذ النادر والباهظ ونبيذ العبادة، وشركات نبيذ الاستثمار غير المنظمة تميز هذا النوع من الغش. لاحظت مجلة Wine Spectator أن ما يصل إلى 5% من النبيذ المباع في الأسواق الثانوية يمكن أن يكون مزورًا، وتعتقد وزارة التجارة والصناعة (المملكة المتحدة) أن خسائر المستثمرين بسبب شركات نبيذ الاستثمار الاحتيالية تصل إلى مئات الملايين من الجنيهات.

## التاريخ

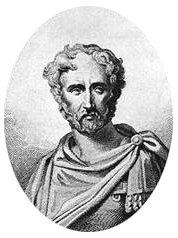
خلال الفترة الكلاسيكية، كان النبيذ يُزور ويُغش بشكل متكرر لدرجة أن بلينيوس الأكبر اشتكى من أن حتى النبلاء لم يكونوا متأكدين من أن النبيذ الذي يشربونه كان أصليًا.

منذ بداية صنع النبيذ، كان يتم التلاعب به وتزيفه. في روما القديمة، اشتكى بلينيوس الأكبر من وفرة النبيذ الروماني المزور الذي كان منتشرًا لدرجة أن حتى النبلاء لم يكونوا متأكدين من أن النبيذ الذي كانوا يسكبونه على مائدتهم كان أصليًا. بالنسبة للفقراء والطبقة الوسطى في روما، بدا أن الحانات المحلية لديها إمدادات غير محدودة من النبيذ المرموق نبيذ فاليرنيان بأسعار منخفضة بشكل غير عادي.
خلال العصور الوسطى، كان يتم تمرير النبيذ من أصول مشكوك فيها على أنه من مناطق أكثر شهرة. في لندن، وضعت السلطات المحلية قوانين لأصحاب الحانات تمنع تخزين النبيذ الفرنسي والإسباني والألماني معًا لمنع احتمالية خلط النبيذ أو تمثيله بشكل خاطئ للمستهلك. إذا تم العثور على منتج أو تاجر يبيع نبيذًا مزورًا أو "فاسدًا"، كان يُجبر على شربه كله. في ألمانيا في العصور الوسطى، كانت عقوبة بيع النبيذ المزور تتراوح من الوسم إلى الضرب إلى الإعدام بالشنق.
خلال عصر التنوير، أدت التطورات في العلوم إلى ظهور مهنة جديدة وهي "أطباء النبيذ" الذين كانوا يصنعون أمثلة للنبيذ من مواد كيميائية وعناصر غريبة. كتب كُتّاب مثل جوزيف أديسون عن "أخوية المشغلين الكيميائيين" الذين كانوا يستخدمون التفاح لصنع الشامبانيا وبرقوق السياج لصنع البوردو ثم يبيعون هذا النبيذ بشكل احتيالي في السوق. بعد وباء الفيلوكسيرا، عندما كان النبيذ الحقيقي نادرًا، ازداد غش النبيذ. كان بعض التجار يأخذون الزبيب المجفف المزروع من أنواع العنب الأخرى ويصنعون نبيذًا يمررونه على أنه من مناطق أكثر شهرة مثل النبيذ المعروف من فرنسا أو إيطاليا.
في أوائل القرن التاسع عشر، كتب العديد من الكُتّاب الأوروبيين عن مخاطر وانتشار غش النبيذ. في عام 1820، لاحظ الكيميائي الألماني فريدريك أكوم أن النبيذ كان من أكثر السلع عرضة للتلاعب والتمثيل الخاطئ. في عام 1833، صدّر الكاتب البريطاني المتخصص في النبيذ سايروس ريدينغ الإنذار بشأن عمليات "أطباء النبيذ" غير المنضبطة. في النهاية، نمت المخاوف بشأن غش النبيذ لدرجة أن الأحكام ضد تزوير وتمثيل النبيذ بشكل خاطئ تم تضمينها في قانون تزوير الطعام والشراب 1860 الذي أقره البرلمان البريطاني. كما سنت عدة حكومات أوروبية تشريعات تحدد ما يشكل "النبيذ" بالضبط لتمييز صناعة النبيذ الحقيقية عن أعمال هؤلاء المزورين. عرّفت الحكومة الفرنسية النبيذ قانونيًا لأول مرة على أنه نتاج عصير العنب المخمر في عام 1889، تبعتها الحكومة الألمانية في عام 1892 (تم توسيعها لاحقًا في عام 1909) والحكومة الإيطالية في عام 1904.
حدث غش من نوع مختلف خلال حظر الكحول في الولايات المتحدة، عندما كان إنتاج النبيذ غير قانوني، حيث كان تجار العنب يبيعون "قوالب" من عصير العنب المركز عبر الولايات المتحدة مع حزمة من الخميرة المجففة. كانت القوالب تأتي مع "ملصق تحذير" يحذر الناس من عدم خلط محتويات القالب والخميرة والماء والسكر في وعاء ثم إغلاق هذا الوعاء لمدة سبعة أيام، وإلا "سيتم الحصول على مشروب كحولي غير قانوني".
كانت ممارسة إضافة روح العنب إلى النبيذ تعتبر في السابق تلاعبًا وغشًا، ولكنها اليوم أصبحت ممارسة مقبولة لإنتاج جميع أنواع النبيذ المعزز مثل نبيذ بورت.
على مر السنين، تطورت تقنيات صناعة النبيذ. كان أول "نبيذ طبيعي" أو "نبيذ أصلي" بدائي على الأرجح نتيجة نسيان العنب المهروس أثناء تخزينه في وعاء. عملية السماح للخميرة البرية الموجودة على سطح العنب بإجراء التخمير في بيئة غير خاضعة للسيطرة تخلق نوعًا بدائيًا جدًا من النبيذ قد لا يكون مستساغًا للكثيرين، ومن هنا تطورت تقنيات وممارسات مختلفة تهدف إلى تحسين جودة النبيذ ولكن يمكن اعتبارها "تلاعبًا" أو "تزويرًا" للنبيذ من حالته الطبيعية أو "الأصلية". في مراحل مختلفة من التاريخ، يمكن اعتبار هذه التقنيات "مبالغًا فيها"، أكثر مما يتوقعه المستهلك، وبالتالي يتم تصنيفها على أنها "غش". ومع ذلك، مع انتشار هذه التقنيات في صناعة النبيذ، اكتسبت قبولًا وأصبحت في النهاية مجرد أداة أخرى في صندوق أدوات صانع النبيذ للمساعدة في صنع نبيذ عالي الجودة.
نشأت معظم تقنيات التلاعب من الحاجة. كان النبيذ المبكر يعاني من العديد من عيوب النبيذ التي تسببت في فساده بسرعة. وصفات من اليونانيين والرومانيين قدمت طرقًا لعلاج "النبيذ المريض". وشمل ذلك إضافة عناصر مختلفة مثل الحليب، ومسحوق الخردل، والرماد، والقراص، والرصاص. مثال آخر على "التلاعب" المبكر الذي أصبح ممارسة مقبولة وشائعة هو عملية إضافة روح العنب إلى النبيذ المصنوع في منطقة دورو في البرتغال. أعطت عملية التعزيز هذه النبيذ استقرار كيميائي لرحلات البحر الطويلة، وعند إضافتها أثناء عملية التخمير، تركت النبيذ بتوازن من السكر المتبقي ومحتوى الكحول مما أعطى النبيذ طعمًا فريدًا. أصبح هذا النوع من النبيذ شائعًا جدًا في سوق النبيذ العالمي. اليوم، الطريقة المقبولة لصنع نبيذ بورت هي "التلاعب" به عن طريق إضافة براندي أثناء عملية التخمير.
تقنيات أخرى لصناعة النبيذ التي كانت تعتبر في أوقات مختلفة تلاعبًا أو غشًا تشمل التشبتاليزيشن، التخمير والتقديم في براميل البلوط، استخدام رقائق البلوط، تحريك الرواسب، التصفية، التنقية والترشيح، الترشيح العكسي، النقع البارد، استخدام الخميرة المزروعة بدلًا من الخميرة البرية، الاستخلاص بالتبريد، التأكسد الجزئي، وإضافة الإنزيمات، مضادات الأكسدة، الأحماض أو السكريات الأخرى التي قد تستخدم لتوازن النبيذ.
بينما أصبحت بعض تقنيات صناعة النبيذ التي كانت تعتبر غشًا مقبولة بشكل عام، فإن بعض الممارسات سارت في الاتجاه المعاكس. واحدة من أكثر الممارسات إثارة للجدل هي إضافة الماء إلى النبيذ في تقنية تعرف اليوم باسم الترطيب. تُطلق ماستر أوف واين جانيس روبنسون على فعل إضافة الماء لـ"تمديد" أو تخفيف النبيذ "ربما أقدم شكل من أشكال غش النبيذ في الكتاب." هناك تاريخ طويل من إضافة الماء لتخفيف النبيذ لجعله أكثر استساغة. اعتقد الإغريق القدماء أنه من "البربرية" شرب النبيذ غير المخفف. كما اعتقدوا أن النبيذ غير المخفف غير صحي وأن ملك سبارتا كليومينس الأول أصيب بالجنون بعد شرب نبيذ لم يتم تخفيفه بالماء. اليوم، قليل من المستهلكين يخففون نبيذهم كما فعل الإغريق، ولكن استخدام الماء خلال عملية صناعة النبيذ لا يزال شائعًا.
اليوم، يُستخدم الماء لمساعدة توازن العنب الناضج جدًا الذي يحتوي على تركيز عالٍ من السكريات والمركبات الفينولية. بدأت صناعة النبيذ الحديثة في تعزيز مستويات أعلى من النضج ووقت أطول "للتعليق" على الكرمة قبل الحصاد. كان لهذا التركيز المتزايد على النضج تأثير إنتاج نبيذ بمستويات أعلى من الكحول (غالبًا فوق 15٪). في العديد من البلدان، تؤهل هذه المستويات العالية من الكحول النبيذ لدفع مستويات أعلى من الضرائب. يمكن أن يؤدي إضافة الماء إلى عصير العنب إلى تخفيف النبيذ إلى درجة أن نسبة الكحول بحجم الكلية تنخفض دون عتبة النسبة المئوية لهذه الضرائب الأعلى. يُعتبر فعل تخفيف النبيذ بالماء عمدًا لدفع ضرائب أقل غير قانوني في عدة بلدان.
المنطقة الرمادية بين الممارسة المقبولة والغش هي حيث يتم إضافة الماء إلى عملية صناعة النبيذ كوسيلة "للحفاظ على الجودة". غالبًا ما يُستخدم الماء خلال عملية صناعة النبيذ لمساعدة ضخ العنب عبر المعدات ولـ"إعادة ترطيب" العنب الذي بدأ في الذبول بسبب وقت التعليق الطويل. يتم استخدام هذا الترطيب لمساعدة توازن النبيذ، ويُأمل أن يمنع نكهات "الفواكه المجففة" التي قد تكون غير مستساغة للمستهلك. في الولايات المتحدة، طور معهد كاليفورنيا للنبيذ إرشادات تسمح بإضافة كمية معينة من الماء لتعويض فقدان الماء الطبيعي في الكرمة بسبب الجفاف. تم الدفاع عن إضافة الماء من قبل مؤيديها على أنها ضرورية لمنع التخمير العالق. على الرغم من السماح باستخدامها بشكل قانوني محدود، لا تزال ممارسة إضافة الماء إلى النبيذ محاطة بالجدل، وقليل من صانعي النبيذ يعترفون بها طواعية. تُعتبر "كلمة سرية" لهذه الممارسة في صناعة النبيذ هي إضافة "وحدات يسوع" في لعبة كلمات حول القصة الكتابية عن المعجزة التي تمت في عرس قانا حيث حول يسوع الماء إلى نبيذ.

## غش العلامات التجارية

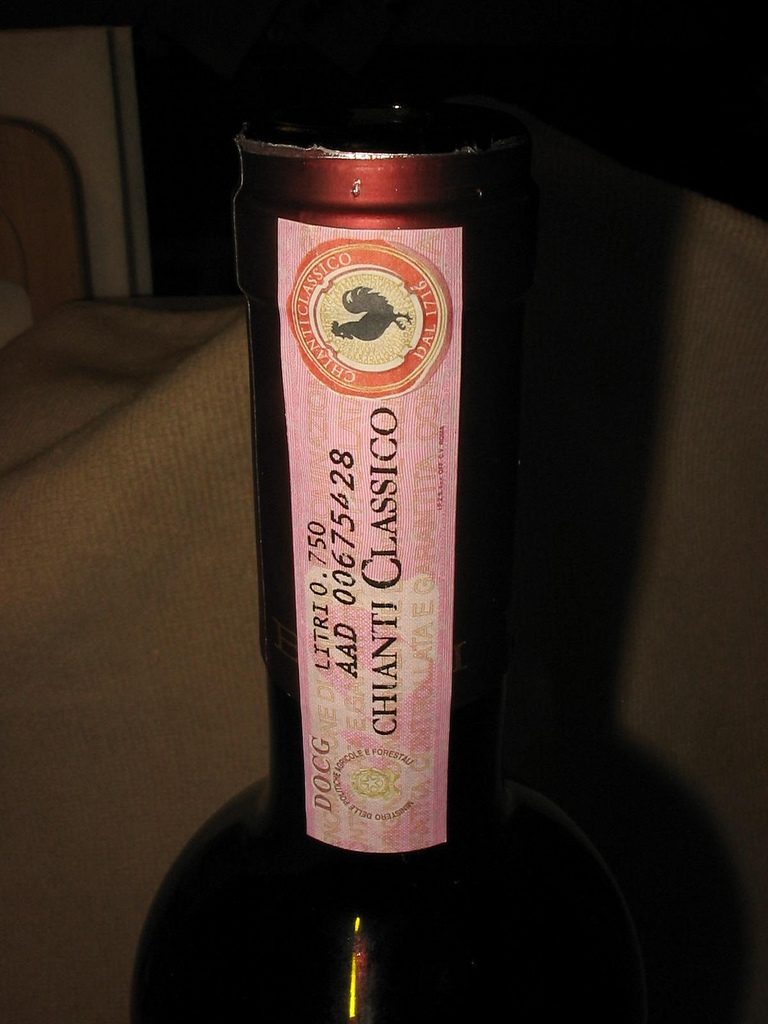
طورت عدة دول أوروبية أنظمة تسمية، مع ملصقاتها الفريدة وأختامها، لمحاولة مكافحة غش العلامات التجارية الذي يمثل أصل النبيذ الحقيقي بشكل خاطئ.

أحد أشكال الغش يتعلق بإلصاق ملصقات مزورة لنبيذ باهظ الثمن على زجاجات نبيذ أقل تكلفة. أصبحت هذه الممارسة بارزة بشكل خاص بعد الدمار الذي سببته فيلوكسيرا في القرن التاسع عشر عندما كان إمداد النبيذ الفاخر نادرًا. في البداية، كان غش العلامات التجارية يتكون في الغالب من أخذ نبيذ من منطقة أقل شهرة (مثل جنوب غرب فرنسا أو كالابريا في إيطاليا) ثم وضع علامة تجارية على النبيذ كما لو كان من مناطق أكثر شهرة مثل بوردو أو توسكانا. لمواجهة هذا النوع من الغش، طورت الحكومات أنظمة تسمية واسعة وأنظمة التسمية المحمية للأصل أو (PDOs) التي حاولت تنظيم النبيذ المسمى على أنه قادم من مناطق نبيذ معينة. اليوم، لدى معظم الدول الأوروبية المنتجة للنبيذ بعض أنظمة التسمية المحمية للأصل. تشمل الأنظمة الأكثر شهرة التحكم في أصل تسمية المنشأ (AOC) المستخدمة في فرنسا، والتحكم في تحديد مكان المنشأ (DOC) المستخدمة في إيطاليا، وتسمية المنشأ الخاضعة للرقابة (DOC) المستخدمة في البرتغال، ونظام تسمية المنشأ (DO) المستخدم في إسبانيا. يجب على المنتجين المسجلين في كل تسمية الالتزام بقواعد التسمية، بما في ذلك النسبة المئوية الدقيقة للعنب (غالبًا 100٪) التي يجب أن تأتي من تلك المنطقة. يمكن أن يتم القبض على المنتجين الذين يستخدمون عنبًا خارج المنطقة التي يعلنون عنها على ملصقات نبيذهم من قبل سلطات التسمية.
مع زيادة صعوبة تزوير ملصقات النبيذ بأصل خاطئ، تطور غش العلامات التجارية بسرعة إلى سرقة هويات مزارع النبيذ نفسها. كان التجار يأخذون زجاجات النبيذ الأقل سعرًا ويضعون عليها أسماء أشهر مزارع بوردو المصنفة أو جراند كرو من بورغوندي. يتطلب غش العلامات التجارية، ليكون ناجحًا، تلاعبًا مماثلًا في الزجاجات والأختام والتغليف. كشف المراسل Pierre-Marie Doutrelant [الإنجليزية] "أن العديد من منازل الشامبانيا الشهيرة، عندما كانت تعاني من نقص في المخزون، كانت تشتري نبيذًا معبأً ولكن غير مميز من التعاونيات أو أحد المنتجين الكبار في المنطقة، ثم تبيعه على أنه نبيذها الخاص". تم الكشف عن حالة بارزة من غش النبيذ المزعوم في أوائل عام 2007، عندما تم الإبلاغ عن أن مكتب التحقيقات الفيدرالي قد فتح تحقيقًا في تزوير النبيذ القديم والنادر.

### أمثلة
أحد أشهر مزاعم غش العلامات التجارية هو جامع النبيذ هاردي رودنستوك. في الثمانينيات والتسعينيات، استضاف رودنستوك سلسلة من أحداث تذوق النبيذ البارزة للنبيذ القديم والنادر من مجموعته، بما في ذلك العديد من القرن الثامن عشر والتاسع عشر. دعا إلى هذه الأحداث شخصيات بارزة ومشاهير وكتاب ونقاد نبيذ معترف بهم دوليًا مثل جانيس روبنسون، روبرت إم. باركر جونيور ومايكل برودبنت الذي كان في ذلك الوقت مديرًا في دار المزادات كريستيز في لندن ويعتبر أحد أبرز الخبراء في النبيذ النادر في العالم. في إحدى هذه الأحداث، قدم رودنستوك 125 نوعًا من شاتو ديكيم، بما في ذلك زجاجة نادرة جدًا من عام 1784. بالإضافة إلى تنظيم هذه الأحداث الفخمة، باع رودنستوك أيضًا العديد من الزجاجات من مجموعته في دور المزادات، التي يُفترض أنها تفحص وتتحقق من أصالة النبيذ بشكل منتظم. كانت إحدى هذه المجموعات التي باعها رودنستوك هي زجاجات "جفرسون" النادرة، والتي يُقال إنها نبيذ بوردو المعبأ لرئيس الولايات المتحدة، توماس جفرسون. اشترى رجل الأعمال الأمريكي بيل كوك أربع زجاجات من هذه الزجاجات التي تم لاحقًا تحديد أنها مزورة - تم تحديد أن النقوش على الزجاجة التي تربطها بجيفرسون تمت باستخدام مثقاب كهربائي عالي السرعة مشابه لمثقاب طبيب الأسنان؛ وهي تقنية لم تكن موجودة حتى العصر الحديث. أثار هذا الكشف شكوكًا حول أصالة جميع الزجاجات النادرة التي قدمها رودنستوك في أحداث التذوق وباعها في المزادات.
مثال آخر مشهور لغش العلامات التجارية هو حالة رودي كورنيوان؛ تم اعتقاله في 8 مارس 2012 واتهامه بالاحتيال. يُزعم أن كورنيوان كان يشتري كميات كبيرة من نبيذ برغندي من التجار ويعيد وضع علامات تجارية عليها كنبيذ أغلى، مثل دومين دي لا رومانيه-كونتي. اشتهر بتقديم عدة مجموعات من كلوس سان دينيس من دومين بونسو من سنوات إنتاج طويلة قبل أي إنتاج مسجل لنبيذ بونسو من ذلك الكرم؛ تم سحب مجموعات المزاد قبل المزايدة.
في عام 2002، تم إعادة وضع علامات تجارية على زجاجات من نبيذ شاتو لافيت روثشايلد من عام 1991 الأضعف وبيعها على أنها من عام 1982 المشهور في الصين. في عام 2000، كشفت السلطات الإيطالية عن مستودع يحتوي على ما يقرب من عشرين ألف زجاجة من نبيذ "سوبر توسكان" المزيف من عام 1995 ساسيكايا واعتقلت عددًا من الأشخاص بما في ذلك بائع المجموعة، الذي كان يبيع النبيذ المزيف من خلف سيارة بيجو هاتشباك.

### الوقاية
اتخذت الحكومات الفيدرالية والمنتجون الأفراد العديد من الجهود للحد من انتشار غش النبيذ. كانت واحدة من أقدم هذه الإجراءات الوقائية هي تأسيس Service de la Répression des Fraudes من قبل الحكومة الفرنسية للكشف عن الغش والقضاء عليه بين نبيذ AOC الفرنسي. يتخذ بعض المنتجين الكبار إجراءات لمنع غش النبيذ، بما في ذلك وضع أرقام تسلسلية محفورة على الزجاجات وزيادة السيطرة على عملية توزيع نبيذهم. ومع ذلك، بالنسبة للنبيذ القديم، لا يزال خطر الغش قائمًا، على الرغم من أن التقنيات الجديدة، مثل تحليل النظائر المستقرة.

## مزج النبيذ

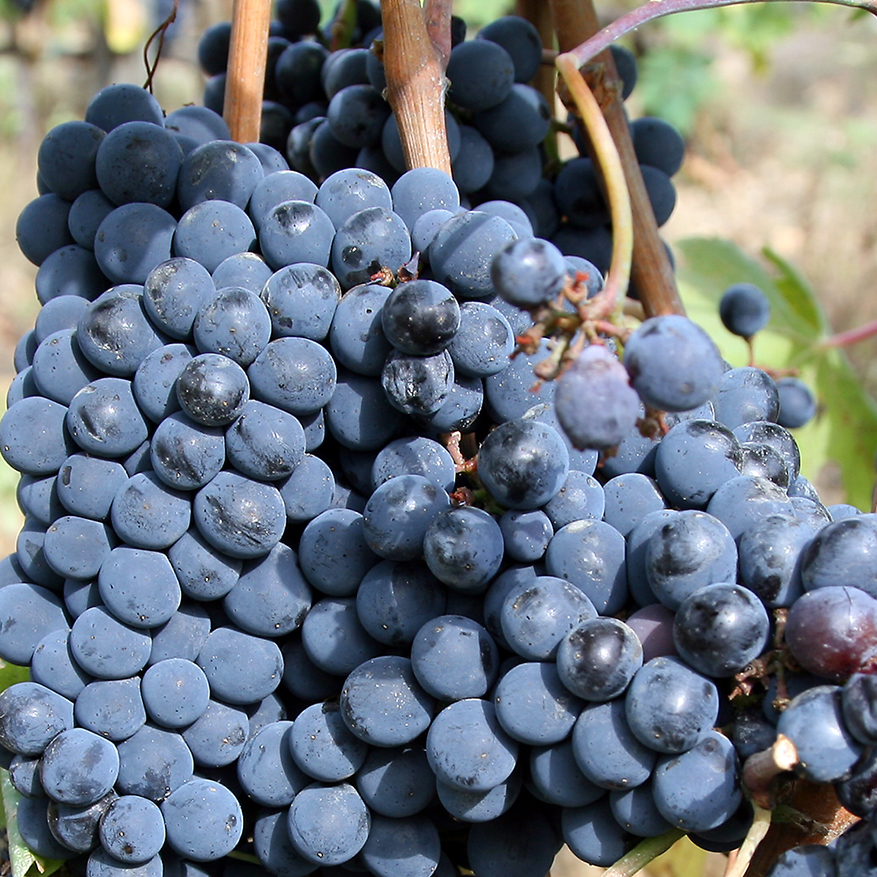
أثارت الشائعات التي تفيد بأن عنبًا غير سانجوفيز (في الصورة) كان يستخدم في إنتاج برونيلو دي مونتالشينو تحقيقًا في احتمال غش النبيذ.

مرت بعض ممارسات التلاعب والتزوير بمراحل كانت تعتبر في البداية غشًا ثم أصبحت مقبولة لاحقًا[مِن قِبَل مَن؟]

```
كممارسة شائعة. إحدى هذه الممارسات هي مزج أنواع أخرى من العنب لإضافة خاصية ناقصة في النبيذ الأصلي. حدث هذا غالبًا في حالة النبيذ الذي يفتقر إلى اللون. يرتبط النبيذ ذو اللون الداكن العميق عادةً بجودة أعلى، لذا فإن مزج نوع أغمق (أو 
تينتورير
) في نبيذ أفتح يمكن أن يعزز قابلية تسويق النبيذ. اليوم، أصبحت ممارسة مزج أنواع العنب معًا مقبولة بشكل عام (مثل مزج 
كابيرنت ساوفيجنون
 
وميرلو
)، إلا إذا كان هذا المزج مخالفًا لقواعد 
تسمية
 معينة (مثل الجدل حول فضيحة 
برونيلوبولي
 في 
برونيلو دي مونتالشينو
).
[
14
]
```

تأتي المنطقة الرمادية عندما يتم مزج نبيذ رديء مع نبيذ أغلى وأعلى جودة لزيادة الكمية الإجمالية من النبيذ المتاحة للبيع بأسعار أعلى. تُعرف هذه العملية باسم "تمديد" أو "قطع" النبيذ. خلال القرن الثامن عشر، كان منتجو نبيذ بوردو غالبًا ما يستوردون النبيذ من إسبانيا أو رون أو لانغدوك ليمزجوه ويمدوا نبيذهم الذي كانوا يبيعونه للإنجليز ككلاريت. بينما ستُستنكر هذه الممارسة اليوم من قبل سلطات بوردو، لاحظ الكاتب الفرنسي المتخصص في النبيذ أندريه جوليان أن بعض التجار اعتقدوا أن هذه الممارسة كانت ضرورية لجعل الكلاريت مناسبًا لأذواق الإنجليز—وهي ممارسة وصفها بـ"travail à l'anglaise".

### أمثلة
أفاد المراسل دوتريلانت بتعليقات مفتش حكومي حول الاستخدام غير القانوني للسكر لزيادة المحتوى الكحولي لنبيذ بوجوليه فيلاج: 'إذا تم تطبيق القانون في عامي 1973 و1974، لكان ألف منتج على الأقل قد أُغلقوا'". وفسر الكاتب نفسه كيف أن المزارعين "زرعوا مورفيدر وسيراه، وهما نوعان من العنب ذو الإنتاج المنخفض الذي يعطي النبيذ رقة، فقط لصالح المفتشين الحكوميين. ثم، عندما غادر المفتشون، قاموا بتطعيم كروم رخيصة وعالية الإنتاج، غريناش وكارينيان، مرة أخرى على الكروم".
في مارس 2008، تم توجيه اتهامات ضد منتجي برونيلو دي مونتالشينو بأنهم قاموا بمزج أنواع أخرى من أصناف العنب بشكل غير قانوني في النبيذ الذي يُفترض أن يكون 100% سانجوفيز، وذلك لزيادة الإنتاج والأرباح، في فضيحة أُطلق عليها اسم "برونيلوبولي".
تمت إدانة العديد من شاحني نبيذ برغندي بتهمة مزج النبيذ الرخيص مع نبيذ برغندي الأحمر وتصديره بأسعار باهظة.[بحاجة لمصدر] تمت إدانة شركة فين جورج دوبوف وتغريمها في عام 2006 لمزجها بشكل غير قانوني غاماي من بوجوليه فيلاج مع عنب بوجوليه كرو من برويي، Côte-de-brouilly [الإنجليزية] ومولان-أ-فان في عام 2005 عام الحصاد. اقتصرت المشكلة على نسبة صغيرة من النبيذ الذي أنتجته دوبوف؛ تم تخفيض تصنيف النبيذ المتأثر الذي تم وسمه بشكل خاطئ كـ"بوجوليه كرو" إلى "بوجوليه فيلاج".

## المواد الخطرة

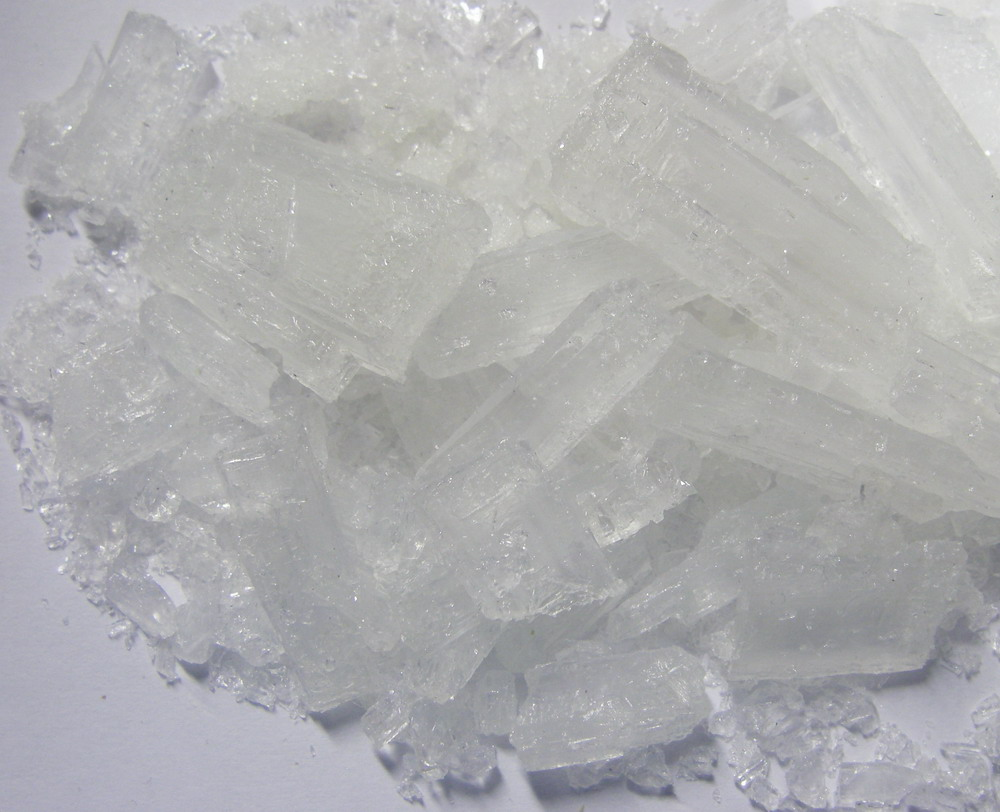
أحد أشكال غش النبيذ الخطرة هو استخدام المواد الخطرة في صناعة النبيذ. كان الرومان القدماء وغيرهم يخلطون أسيتات الرصاص في نبيذهم لإضافة الحلاوة.

أحد أخطر أشكال غش النبيذ هو عندما يضيف المنتجون مواد خطرة مثل أسيتات الرصاص الثنائي ("سكر الرصاص")، غلايكول ثنائي الايثيلين، والميثانول إلى النبيذ لزيادة حلاوته. قد تُستخدم بعض المواد الكيميائية لإخفاء عيوب أخرى في النبيذ والروائح غير المرغوب فيها. وضعت السلطات الحكومية، مثل الاتحاد الأوروبي وإدارة الغذاء والدواء الأمريكية، قوانين ولوائح تحدد المواد الكيميائية المقبولة التي يمكن إضافتها إلى النبيذ لتجنب بعض الفضائح التي أثرت على بعض الدول المنتجة للنبيذ في القرن العشرين.
في عام 1985، تمت إضافة غلايكول ثنائي الايثيلين كمادة مغشوشة من قبل بعض منتجي النبيذ الأبيض النمساوي لجعل النبيذ أكثر حلاوة وتحويل النبيذ الجاف إلى نبيذ حلو؛ حيث أن إنتاج النبيذ الحلو مكلف وإضافة السكر يسهل اكتشافه. في عام 1986، توفي ثلاثة وعشرون شخصًا بسبب مزج صانع نبيذ احتيالي الميثانول السام في نبيذه منخفض الكحول لزيادة محتواه الكحولي. كما أصيب 15 شخصًا إيطاليًا بالعمى بعد أسابيع من شرب النبيذ الملوث. كانت علامتا النبيذ "أودور باربيرا" و"فاريس دولسيتو ديل بيدمونتي" من بين العلامات التجارية المتورطة في الفضيحة.